# 第34届大众电影百花奖
第34届大众电影百花奖是中国文学艺术界联合会、中国电影家协会和佛山市人民政府为表彰2016年3月-2018年2月杰出华语片颁发的群众性电影奖项。2018年11月7日公布提名名单，颁奖典礼暨第27届金鸡百花电影节闭幕式于11月10日晚在广东省佛山市举行。

## 评选范围
取得国家新闻出版广电总局电影局颁发的《电影片公映许可证》；票房不低于1000万元人民币的国产影片；在本届评奖周期（2016年3月至2018年2月）内全国城市影院发行放映的国产影片。根据国家电影专项资金办公室提供符合本届百花奖参评资格的国产影片共计195部。

## 评选流程
2018年4月24日在山东省青岛市召开了第34届大众电影百花奖入围影片初选投票专题会议，由到会的108名影院经理从195部入围影片中以实名制投票的形式评选出10部候选影片。初选投票产生的10部候选影片经组委会认可后报送中国文联进行审核，确定参评候选影片10部，单项候选名单从当届候选影片中产生。2018年8月9日正式公布完整入围名单。
8月9日至9月25日，观众可通过线下及网络进行投票，产生提名名单。
从全国参与百花奖投票观众中选出101名组成终评委员会，最后决出获奖名单。于11月10日晚的颁奖典礼现场以按表决器的方式当场投票，评选出最终获奖者.

## 候选名单

### 最佳影片候选（10部）
- 《红海行动》
- 《湄公河行动》
- 《战狼2》
- 《芳华》
- 《建军大业》
- 《唐人街探案2》
- 《七月与安生》
- 《十八洞村》
- 《百鸟朝凤》
- 《无问西东》

### 最佳导演候选者（9组）
- 冯小刚 《芳华》
- 刘伟强 《建军大业》
- 李芳芳 《无问西东》
- 吴京 《战狼2》
- 陈思诚 《唐人街探案2》
- 苗月 《十八洞村》
- 林超贤 《红海行动》
- 林超贤 《湄公河行动》
- 曾国祥 《七月与安生》

### 最佳编剧候选者（8组）
- 李芳芳 《无问西东》
- 吴京、董群、刘毅 《战狼2》
- 陈思诚 《唐人街探案2》
- 苗月 《十八洞村》
- 林咏琛、李媛、许伊萌、吴楠 《七月与安生》
- 林超贤、冯骥、陈珠珠、林明杰 《红海行动》
- 林超贤、朱镜祺、刘小群、谭惠贞、林明杰 《湄公河行动》
- 韩三平、黄欣、董哲、赵宁宇 《建军大业》

### 最佳男主角候选者（13人）
- 王学圻 《十八洞村》
- 王宝强 《唐人街探案2》
- 朱亚文 《建军大业》
- 刘烨 《建军大业》
- 刘昊然 《唐人街探案2》
- 吴京 《战狼2》
- 张译 《红海行动》
- 张震 《无问西东》
- 张涵予 《湄公河行动》
- 陶泽如 《百鸟朝凤》
- 黄轩 《芳华》
- 黄志忠 《建军大业》
- 黄晓明 《无问西东》

### 最佳女主角候选者（8人）
- 马思纯 《七月与安生》
- 李沁 《建军大业》
- 陈瑾 《十八洞村》
- 苗苗 《芳华》
- 周冬雨 《七月与安生》
- 钟楚曦 《芳华》
- 海清 《红海行动》
- 章子怡 《无问西东》

### 最佳男配角候选者（16人）
- 于谦 《战狼2》
- 马天宇 《建军大业》
- 王强 《红海行动》
- 王景春 《建军大业》
- 尹昉 《红海行动》
- 李岷城 《百鸟朝凤》
- 肖央 《唐人街探案2》
- 吴刚 《战狼2》
- 杜江 《红海行动》
- 张翰 《战狼2》
- 张涵予 《红海行动》
- 陈晓 《建军大业》
- 陈宝国 《湄公河行动》
- 祖峰 《无问西东》
- 淳于珊珊 《战狼2》
- 韩童生 《无问西东》

### 最佳女配角候选者（7人）
- 冯文娟 《湄公河行动》
- 苏岩 《芳华》
- 李昊芳 《七月与安生》
- 李晓峰 《芳华》
- 张天爱 《建军大业》
- 郑铮 《无问西东》
- 蒋璐霞 《红海行动》

### 最佳新人候选者（8人）
- 王天辰 《芳华》
- 王可如 《芳华》
- 王雨甜 《红海行动》
- 李程彬 《七月与安生》
- 尚语贤 《唐人街探案2》
- 铁政 《无问西东》
- 黄景瑜 《红海行动》
- 隋源 《芳华》

## 提名及得奖名单
下列之标记为该奖项之获奖者。
| 奖项       | 获奖者 | 开奖嘉宾/>颁奖嘉宾            |
| ---------- | --- | ----------------------------- |
| 最佳影片奖 | - 《红海行动》 - 《建军大业》 - 《战狼2》 - 《唐人街探案2》 - 《七月与安生》 | 丁荫楠、尹力/王晓棠、李前宽   |
| 优秀影片奖 | - 《建军大业》 - 《战狼2》 - 《唐人街探案2》 - 《七月与安生》 | 丁荫楠、尹力/田华、张良       |
| 最佳导演   | - 林超贤《红海行动》 - 吴京《战狼2》 - 陈思诚《唐人街探案2》 - 林超贤《湄公河行动》 - 曾国祥《七月与安生》                                                                                       | 吴思远、陈国星/翟俊杰、朱延平 |
| 最佳编剧   | - 林咏琛、李媛、许伊萌、吴楠《七月与安生》 - 吴京、董群、刘毅《战狼2》 - 陈思诚《唐人街探案2》 - 林超贤、冯骥、陈珠珠、林明杰《红海行动》 - 林超贤、朱镜祺、刘小群、谭惠贞、林明杰《湄公河行动》 | 陆小雅、侯勇/宋晓英           |
| 最佳男主角 | - 吴京《战狼2》饰演冷锋 - 朱亚文《建军大业》饰演周恩来 - 刘昊然《唐人街探案2》饰演秦风 - 张译《红海行动》饰演杨锐 - 张涵予《湄公河行动》饰演高刚                                                 | 颜丙燕、冯绍峰/卢奇、黄晓明   |
| 最佳女主角 | - 陈瑾《十八洞村》饰演麻妹 - 马思纯《七月与安生》饰演林七月 - 李沁《建军大业》饰演杨开慧 - 周冬雨《七月与安生》饰演李安生 - 海清《红海行动》饰演夏楠                                             | 宁静、陶红/谢芳、赵薇         |
| 最佳男配角 | - 杜江《红海行动》饰演徐宏 - 马天宇《建军大业》饰演林彪 - 吴刚《战狼2》饰演何建国 - 张翰《战狼2》饰演卓亦凡 - 张涵予《红海行动》饰演高云                                                         | 岳红、张铁林/王馥荔、孙淳     |
| 最佳女配角 | - 蒋璐霞《红海行动》饰演佟莉 - 冯文娟《湄公河行动》饰演郭冰 - 李昊芳《七月与安生》饰演小安生 - 张天爱《建军大业》饰演宋美龄                                                                      | 何赛飞、吴军/陶玉玲、王霙     |
| 最佳新人   | - 王雨甜《红海行动》饰演张天德 - 李程彬《七月与安生》饰演家明 - 尚语贤《唐人街探案2》饰演Kiko - 黄景瑜《红海行动》饰演顾顾                                                                       | 马浴柯、林永健/雷恪生、霍思燕 |

### 特别表彰
| 奖项                               | 获奖者                     | 开奖嘉宾/颁奖嘉宾       |
| ---------------------------------- | -------------------------- | ----------------------- |
| 中国文联终身成就电影艺术家荣誉表彰 | - 祝希娟 - 郑国恩 - 张勇手 | 刘晓庆/铁凝、李屹、傅华 |

## 典礼流程

### 开颁奖嘉宾
以现场颁奖顺序排序。
| 奖项名                             | 开颁奖嘉宾                     | 备注 |
| ---------------------------------- | ------------------------------ | ---- |
| 最佳男配角                         | 岳红、张铁林、王馥荔、孙淳     |      |
| 最佳女配角                         | 何赛飞、吴军、陶玉玲、王霙     |      |
| 最佳新人                           | 马浴柯、林永健、雷恪生、霍思燕 |      |
| 最佳编剧                           | 陆小雅、侯勇、宋晓英           |      |
| 最佳男主角                         | 颜丙燕、冯绍峰、卢奇、黄晓明   |      |
| 最佳女主角                         | 宁静、陶红、谢芳、赵薇         |      |
| 最佳导演                           | 吴思远、陈国星、翟俊杰、朱延平 |      |
| 中国文联终身成就电影艺术家荣誉表彰 | 刘晓庆、铁凝、李屹、傅华       |      |
| 最佳故事片                         | 丁荫楠、尹力、王晓棠、李前宽   |      |
| 优秀故事片                         | 丁荫楠、尹力、田华、张良       |      |

### 表演节目
| 节目名                | 表演者                                                                    | 备注 |
| --------------------- | ------------------------------------------------------------------------- | ---- |
| 情景舞蹈 《花开佛山》 | 星海音乐学院                                                              |      |
| 歌舞《护花使者》      | 李克勤                                                                    |      |
| 音乐芭蕾              | 广州芭蕾舞团                                                              |      |
| 歌曲《小小》          | 容祖儿                                                                    |      |
| 功夫秀 《武魂》       | 王振宇、牛青华、陈占雄、李佳宝、张莹 黄飞鸿国际文武学校、传仁茂兰国际武道 |      |
| 歌舞《南方有座山》    | 谭维维                                                                    |      |
| 歌曲《星光》          | 星海音乐学院                                                              |      |
| 醒狮表演《狮跃光影》  | 传仁茂兰国际武道                                                          |      |
| 歌舞《赞赞新时代》    | 周冬雨、马思纯、刘昊然、杜江                                              |      |